# Vrkuta obična
Vrkuta obična (gospin plašt, rosnik, lat. Alchemilla vulgaris) je ljekovita biljka iz porodice Rosaceae. Mlada biljka se smatra i jestivom. Cvate od svibnja do listopada, neuglednim žuto zelenim cvjetovima. Naraste do 50 cm visine. Biljka je udomaćena u umjerenim područjima Europe, sve do rijeke Ob u Sibiru. U Alpama se penje do visine od 2000 metara.
Snažnoga je protuupalnoga učinka za sve ženske bolesti, pogotovo za one koje su vezane uz maternicu).
Ime rosnik došlo je po rosi koja se nakuplja na udubinama listova.

## Sastav
Kemijski sastav vrkute nije proučen dovoljno. Ustanovljeni su tanini (7,2-11,3%), katehini u nadzemnim dijelovima. U zelenom dijelu biljke tanini od 7,5 do 9,4%(6-8 % po drugom izvoru), ovdje su također prisutni flavonoidi(do 2 %), fenolne karbonske kiseline i njihovi derivati (luteonski, elagijski), lignin, lipidi, kumarin. U listovima tanina ima značajno manje - do 2,5%, vitamin C je zato zastupljen u količini do 210 mg%. Željezo, bor, mangan, bakar, cink, molibden i nikal također se nalaze u različitim dijelovima biljke.

## Primjena u narodnoj medicini
Ljekoviti pripravci od vrkute imaju protuupalno, adstrigentno, ekspektoransko, diuretično djelovanje.Dobra je za   zacjeljivanje rana. Redoviti unos infuzije lišća dovodi do smanjenja razine kolesterola u krvi, a u ginekologiji se koristi kao hemostatik, normalizira menstrualni ciklus, pomaže u liječenju ženskih spolnih organa.
Vanjska upotreba : za furunkulozu, čireve, gnojne rane, akne, uganuća, tumori, skrofuloza;  ateroskleroza, prehlada, teški rinitis, nazalno krvarenje, akutni i kronični bronhitis, gastritis, čir na želucu i dvanaestercu, kolitis, uz proljev, enteritis, dijabetes, bolesti bubrega i mokraćnog mjehura, epilepsija, pretilost.
Po ruskim izvorima znanstvenici iz Srednje-sibirskog botaničkog vrta Sibirskog ogranka Ruske akademije znanosti i FBUN SSC VB "Vektor" Rospotrebnadzora, ustanovili su da su pripravci dobiveni iz korijena i nadzemnih dijelova vrkute imali antivirusni učinak protiv herpes simplex virusa HSV-1 i HSV-2 tipova 
( Inhibicija oba tipa HSV nastala je kada se taj ekstrakt iz korijena primjenjuje istodobno s infekcijom stanica in vitro ili jedan sat nakon toga: u fazama adsorpcije, penetracije i "skidanja" - oslobađanja infektivne nukleinske kiseline iz virusne ovojnice. Kada je ovaj lijek dodan u razdoblju od 3 do 24 sata nakon infekcije stanica, nije bilo supresije - to jest, uzorak radi samo u ranim fazama. ).